# Stary cmentarz żydowski w Tyszowcach
Stary cmentarz żydowski w Tyszowcach – kirkut mieści się przy ul. Kościelnej. Powstał w XVI wieku. Został zniszczony podczas II wojny światowej. Po wojnie na jego terenie wzniesiono przedszkole. W 1988 na terenie cmentarza wzniesiono pomnik ku czci tutejszego rabina ben Josefa.